# Sara Larsson (politiker)
Sara Johanna Maria Larsson, född 4 januari 1977 i Slottsstadens församling, Malmöhus län är en samisk politiker. 

## Biografi
Sara Larsson är uppväxt i Klimpfjäll i Vilhelmina södra sameby. Hon är utbildad humanekolog och har arbetat vid länsstyrelsen i Västerbottens län. Under perioden 2005–2013 var hon vägvisare (ordförande) för partiet Min Geaidnu och blev därefter vice vägvisare.
Sara Larsson sitter i Sametinget som representant för Min Geaidnu och har i perioder varit ordförande för Sametingets styrelse.